# プロパゲーター
量子力学と場の量子論では、プロパゲーター（英: propagator；伝播函数ともいう）は、時間を指定されたときのある位置から別の位置へ移動する粒子の、あるいは移動するエネルギーと運動量の確率振幅（probability amplitude）を与える函数である。場の量子論での衝突の確率を計算するファインマン・ダイアグラムでは、仮想粒子のプロパゲーターは、ダイアグラムにより記述される散乱事象の確率へ寄与する。プロパゲーターは、また、粒子に適切な波動作用素の逆とみなすこともできるので、しばしば、グリーン函数とも呼ばれる。

## 非相対論的プロパゲーター
非相対論的な量子力学では、プロパゲーターはある時刻での空間位置から後の時刻での位置への移動する基本粒子の確率振幅を与える。プロパゲーターはシュレーディンガー方程式のグリーン函数（基本解）である。このことは、系がハミルトニアン H を持っている場合は、適切なプロパゲーターが函数 K(x,t;x',t') であり、次の方程式を満たす。
{\displaystyle \left(H_{x}-i\hbar {\frac {\partial }{\partial t}}\right)K(x,t;x',t')=-i\hbar \delta (x-x')\delta (t-t')}
ここに Hx は、x 座標の項で記述されたハミルトニアンであり、 δ(x) はディラックのデルタ函数である。
これは次のようにも表すことができる。
{\displaystyle K(x,t;x',t')=\langle x|{\hat {U}}(t,t')|x'\rangle }
ここに  Û(t,t' ) は時刻 t での状態を時刻 t' の状態とする系のユニタリな時間発展作用素である。
量子力学のプロパゲーターはまた、経路積分の定式化を使うことにより見つけ出すこともできる。
{\displaystyle K(x,t;x',t')=\int \exp \left[{\frac {i}{\hbar }}\int _{t}^{t'}L({\dot {q}},q,t)dt\right]D[q(t)]}
ここに経路積分の境界条件は、 q(t)=x, q(t')=x'  を意味している。さらに L は系のラグランジアン (en:Lagrangian) を表している。この足し上げられた経路は時間によってのみ進む。
非相対論的な量子力学では、プロパゲーターは与えられた初期状態と時間の区間の系の終了状態を求める。新しい状態は次の方程式で与えられる。
{\displaystyle \psi (x,t)=\int _{-\infty }^{\infty }\psi (x',t')K(x,t;x',t')dx'.}
{\displaystyle K(x,t;x',t')} が差異 {\displaystyle x-x'} にのみ依存しているならば、この式は初期状態とプロパゲーターの畳み込みになる。

### 基本的な例：自由粒子と調和振動子のプロパゲーター
時間遷移不変な系に対し、プロパゲーターは時間の差異 (t−t') のみに依存するので、式は次のように書き換えることができる。
{\displaystyle K(x,t;x',t')=K(x,x';t-t')~.}
1次元の自由粒子のプロパゲーターは、鞍点近似を通じて、右を無限遠点として表現 は、次のようになる。
{\displaystyle K(x,x';t)={\frac {1}{2\pi }}\int _{-\infty }^{+\infty }dk\,e^{ik(x-x')}e^{-i\hbar k^{2}t/(2m)}=\left({\frac {m}{2\pi i\hbar t}}\right)^{1/2}e^{-m(x-x')^{2}/(2i\hbar t)}~.}
1次元調和振動子のプロパゲーターは、メーラー核(Mehler kernel)
{\displaystyle K(x,x';t)=\left({\frac {m\omega }{2\pi i\hbar \sin \omega t}}\right)^{1/2}\exp \left(-{\frac {m\omega ((x^{2}+x'^{2})\cos \omega t-2xx')}{2i\hbar \sin \omega t}}\right)~.}
である。N-次元の場合は、プロパゲーターは、積
{\displaystyle K({\vec {x}},{\vec {x}}';t)=\prod _{q=1}^{N}K(x_{q},x_{q}';t)~.}
により容易に得ることができる。

## 相対論的プロパゲーター
相対論的量子力学や場の量子論では、プロパゲーターはローレンツ不変である。プロパゲーターは 2つの時空の点の間を移動する粒子の振幅を与える。

### スカラープロパゲーター
場の量子論では、自由な（相互作用のない）スカラー場の理論は、より複雑な理論に必要な概念の説明に助けとなる使いよい単純な例である。スカラー場のプロパゲーターはスピンがゼロの粒子である。自由スカラー場の理論には、多数の可能なプロパゲーターが存在する。ここでは全体共通するプロパゲーターを記述する。

### 位置空間
位置空間のプロパゲーターは、クライン-ゴルドン方程式のグリーン函数である。このことは、位置空間のプロパゲーターが次の式を満たす函数 G(x,y) であることを意味する。
{\displaystyle (\square _{x}+m^{2})G(x,y)=-\delta (x-y)}
ここに、
- {\displaystyle x,y} は、ミンコフスキー時空の 2つの点
- {\displaystyle \square _{x}={\frac {\partial ^{2}}{\partial t^{2}}}-\nabla ^{2}} は {\displaystyle x} 座標上に作用する ダランベール演算子 (d'Alembertian operator)
- {\displaystyle \delta (x-y)} はディラックのデルタ函数

とする。（相対論的な場の量子論の計算の典型として、光速 c は 1 であるという単位系を使う。）
空間を4次元のミンコフスキー時空へ制限すると、プロパゲーターの式のフーリエ変換が可能となり、次の式を得る。
{\displaystyle \,(-p^{2}+m^{2})G(p)=-1~.}
この式は、方程式 xf(x)=1 は、ε がゼロとなる極限で、解
{\displaystyle f(x)=1/(x\pm i\epsilon )=1/x\pm i\pi \delta (x)}
となることに注意すると、シュワルツ超函数の意味で式を置き換えることが可能である。以下の議論では、因果律から要求される符号を正しく選択する。解は、
{\displaystyle G(x,y)={\frac {1}{(2\pi )^{4}}}\int d^{4}p\,{\frac {e^{-ip(x-y)}}{p^{2}-m^{2}\pm i\epsilon }}}
であり、ここに {\displaystyle p(x-y):=p_{0}(x^{0}-y^{0})-{\vec {p}}\cdot ({\vec {x}}-{\vec {y}})} は4元ベクトルの内積である。
上記の表現で積分路の変形がどのようにするかにより異なる選択が可能であるが、この選択によりプロパゲーターの形も異なることとなる。積分路の選択は普通、{\displaystyle p_{0}} の積分の項の中に記述される。
従って、非積分函数は {\displaystyle p_{0}=\pm {\sqrt {{\vec {p}}^{2}+m^{2}}}} で 2つの極を持ち、どのようにして異なるプロパゲーターとなることを避けるのかの選択が難しい。

#### 因果プロパゲーター
遅延プロパゲーター (Retarded propagator)：
双方の極を時計周りでの積分路は、因果律遅延プロパゲータ (causal retarded propagator) を与える。{\displaystyle x} と {\displaystyle y} が空間的 (spacelike)、もしくは {\displaystyle x^{0}<y^{0}} (すなわち、{\displaystyle y} が {\displaystyle x}の未来の場合には、この値はゼロとなる。
積分路の選択は極限での値を計算することと等価である。
{\displaystyle G_{\mathrm {ret} }(x,y)=\lim _{\epsilon \to 0}{\frac {1}{(2\pi )^{4}}}\int d^{4}p\,{\frac {e^{-ip(x-y)}}{(p_{0}+i\epsilon )^{2}-{\vec {p}}^{2}-m^{2}}}={\begin{cases}{\dfrac {1}{2\pi }}\delta (\tau _{xy}^{2})-{\dfrac {mJ_{1}(m\tau _{xy})}{4\pi \tau _{xy}}}&{\text{ if }}y\prec x\\0&{\text{otherwise}}\end{cases}}}
ここで、
{\displaystyle \tau _{xy}:={\sqrt {(x^{0}-y^{0})^{2}-({\vec {x}}-{\vec {y}})^{2}}}}
は、{\displaystyle x} から {\displaystyle y} への固有時間であり、{\displaystyle J_{1}} は第一種ベッセル函数である。表現 {\displaystyle y\prec x} は {\displaystyle y} が因果律に従っていることを意味し、ミンコフスキー時空では、 
{\displaystyle y^{0}<x^{0}} and {\displaystyle \tau _{xy}^{2}\geq 0}.
であることを意味する。この表現は、自由スカラー場の作用素の交換子の真空期待値 (en:vacuum expectation value) の項でも、次のように表現することができる。
{\displaystyle G_{\mathrm {ret} }(x,y)=i\langle 0|\left[\Phi (x),\Phi (y)\right]|0\rangle \Theta (x^{0}-y^{0})}
ここに {\displaystyle \Theta (x):={\begin{cases}1&{\mbox{for}}&x\geq 0\\0&{\mbox{for}}&x<0\end{cases}}}
はヘヴィサイドの階段函数であり、
{\displaystyle \left[\Phi (x),\Phi (y)\right]:=\Phi (x)\Phi (y)-\Phi (y)\Phi (x)}
は交換子である。
前進プロパゲーター (Advanced propagator):
2つの極の周りを反時計まわりの積分路は、因果律前進プロパゲーターである。この値は、{\displaystyle x} と {\displaystyle y} が空間的 (spacelike) であったり、{\displaystyle x^{0}>y^{0}}（すなわち、{\displaystyle y} が {\displaystyle x} の過去であった場合）にはゼロとなる。
この積分路の選択は、次の極限を計算することと同等である。
{\displaystyle G_{\mathrm {adv} }(x,y)=\lim _{\epsilon \to 0}{\frac {1}{(2\pi )^{4}}}\int d^{4}p\,{\frac {e^{-ip(x-y)}}{(p_{0}-i\epsilon )^{2}-{\vec {p}}^{2}-m^{2}}}={\begin{cases}-{\frac {1}{2\pi }}\delta (\tau _{xy}^{2})+{\frac {mJ_{1}(m\tau _{xy})}{4\pi \tau _{xy}}}&{\text{ if }}x\prec y\\0&{\text{otherwise}}\end{cases}}.}
この表現もまた、自由スカラー場の交換子の真空期待値(en:vacuum expectation value)の項で表現することができる。この場合は、次のようになる。
{\displaystyle G_{\mathrm {adv} }(x,y)=-i\langle 0|\left[\Phi (x),\Phi (y)\right]|0\rangle \Theta (y^{0}-x^{0}).}

#### ファインマンプロパゲータ
ファインマンプロパゲーター (Feynman propagator): 	
左の極は下を右の極は上を通る積分路は、ファインマンプロパゲーターを与える。
この積分路の選択は、次の極限の計算と等価である（Huang p30を参照のこと）：
{\displaystyle G_{\mathrm {F} }(x,y)=\lim _{\epsilon \to 0}{\frac {1}{(2\pi )^{4}}}\int d^{4}p\,{\frac {e^{-ip(x-y)}}{p^{2}-m^{2}+i\epsilon }}={\begin{cases}-{\dfrac {1}{4\pi }}\delta (s)+{\dfrac {m}{8\pi {\sqrt {s}}}}H_{1}^{(1)}(m{\sqrt {s}})&{\text{ if }}s\geq 0\\-{\dfrac {im}{4\pi ^{2}{\sqrt {-s}}}}K_{1}(m{\sqrt {-s}})&{\text{if}}s<0.\end{cases}}}
ここで
{\displaystyle s:=(x^{0}-y^{0})^{2}-({\vec {x}}-{\vec {y}})^{2}.}
である。ここに、{\displaystyle x} と {\displaystyle y} はミンコフスキー時空の 2つの点であり、指数の中のドットは4元ベクトルの内積である。{\displaystyle H_{1}^{(1)}} はハンケル函数であり、{\displaystyle K_{1}} はベッセル函数#変形ベッセル函数である。

### 運動量空間プロパゲーター
位置空間プロパゲーターのフーリエ変換は、運動量空間の中のプロパゲーターと考えることができる。（運動量空間の中で考えると）位置空間のプロパゲーターを考えるよりも、非常に単純にすることができる。
運動量空間のプロパゲーターは、（上でみたように）積分路が適切な時にのみうまく理解することができるにもかかわらず、明白な項 {\displaystyle \epsilon } をもって書かれる。この {\displaystyle \epsilon } 項は、境界条件と因果律が協調していることを意味している。（以下にこのことを示す）
4元運動量 {\displaystyle p} に対し、運動量空間内の因果律とファインマンプロパゲーターは、次のようになる。
{\displaystyle {\tilde {G}}_{\mathrm {ret} }(p)={\frac {1}{(p_{0}+i\epsilon )^{2}-{\vec {p}}^{2}-m^{2}}}}
{\displaystyle {\tilde {G}}_{\mathrm {adv} }(p)={\frac {1}{(p_{0}-i\epsilon )^{2}-{\vec {p}}^{2}-m^{2}}}}
{\displaystyle {\tilde {G}}_{F}(p)={\frac {1}{p^{2}-m^{2}+i\epsilon }}.}
ファインマンダイアグラムの計算の目的には、普通は、これらに {\displaystyle -i} のファクタをかけてこれらを表すと便利である（記法の変更）。

### 光速より速い？
ファインマンプロパゲーターは最初は一見不可解に見える性質をいくつか持っている。特に、交換子とな異なり、プロパテーターは光円錐の外側でも、空間的 (spacelike) な区間に急速に落ち込むにもかかわらず、非ゼロである。粒子の運動の振幅として解釈すると、このことは光速より速く仮想粒子が移動していると解釈される。このことがどのように因果律と仲裁ができるのか、直ちには明らかにはならない。つまり光速より速い仮想粒子が光速より速くメッセージを運ぶことが可能なのであろうか？
答えはNOである。古典力学では粒子と因果関係にそって移動可能な区間は同じであることに対し、場の量子論ではこのことはもはや正しくなく、そこでは作用素が互いに影響を与えることを決定する交換子である。
それでは、何がプロパゲーターの空間的 (spacelike) な部分なのだろうか。場の量子論では、真空は積極的に寄与していて、粒子数や場の値は不確定性原理により関係付けられている。場の値はたとえ粒子数がゼロであっても不確定である。局所的に計測すると（もう少し詳しく言うと、もし小さな領域上の場（の値）を平均することで作用素を計測しようとすると）、場 {\displaystyle \Phi (x)} の真空の値での重要な揺らぎを示す非ゼロの確率振幅が存在する。さらに、場の力学は空間的に補正された揺らぎを大きくする傾向にある。空間的 (spacelike) に分地された場の非ゼロの時間順序積は、従って、EPR相関 (EPR correlation) と類似して、これらの真空の揺らぎの中の非局所的な補正にたいする振幅を計測していることになる。実際、自由場に対しては2-相関函数としばしば呼ばれる。
場の量子論の仮定により、すべての観測可能量の作用素は互いに空間的 (spacelike) な分離と可換であるので、メッセージはこれ以上送信することができない。

### ファインマン図形のプロパゲーター
プロパゲーターの最も共通な使い方は、ファインマン・ダイアグラムを使う粒子の相互作用の確率振幅の計算である。これらの計算は、普通は運動量空間の中で行われる。一般に振幅はすべての直線に対するプロパゲーターの要素となる。すなわち、初期状態の入ってくる粒子もしくは、終了状態の出ていく粒子を表さないすべての直線は、プロパゲーターである。直線が交叉するすべての内部の頂点に対する理論のラグランジアン (en:Lagrangian mechanics) の中の相互作用項に比例し、同じ形をした要素をも得ます。これらの前提はファインマン規則 (Feynman rules) として知られている。
内部の直線は仮想粒子に対応する。プロパゲーターは、古典力学の運動方程式では禁止されているエネルギーと運動量の組み合わせでは消滅しないので、仮想粒子はオフシェル (off shell) であることが許されるという。実際、プロパゲーターは波動函数を逆とすることにより得られるので、一般にはオンシェル (on shell) では特異点を持っている。
プロパゲーターに仲の粒子によって運ばれるエネルギーは、負ということさえあり得る。このことは単純には、粒子がある方向へ動いている替わりに、反粒子が反対の方向へ動いていると解釈できて、従って正のエネルギーの版大のフローを運んでいると解釈できる。プロパゲーターは両方の可能性を持ち合わせている。このことは、フェルミオンの場合のマイナス符号について注意深く扱わねばならない。フェルミオンのプロパゲーターは、エネルギーと運動量の中では偶函数ではない。(以下を参照）
仮想粒子はエネルギーと運動量を保存する。しかし、それらはオフシェルであることも可能なので、図形が閉ループを含んでいたとしても、ループを形成する仮想粒子のエネルギーと運動量は、部分的には光速されていない。その理由は、ループ中の一つの粒子の量の変化は、他の（大きさが）等しい反対の変化によりバランスをとることができる。従って、ファインマン図形のすべてのループは、可能なエネルギーと運動量の連続性を渡る積分を要求する。一般にこれらのプロパゲーターの積の積分は発散するので、繰り込みの過程によって扱われなければならない状況になる。

### ディラックの理論
粒子がスピンを持っていると、そのプロパゲーターは一般的には、スピンや偏極のインデックスを持つように少し複雑となる。量子力学の中で電子を表すファインマン図形を使ったディラック場の運動量空間のプロパゲーターは、次の形となる。
{\displaystyle {\tilde {S}}_{F}(p)={(\gamma ^{\mu }p_{\mu }+m) \over p^{2}-m^{2}+i\epsilon }}
ここに {\displaystyle \gamma ^{\mu }} はディラック方程式の共変正を表すガンマ行列である。しばしば、ガンマ行列はファインマンのスラッシュ記法を使い、次のように短く書かれる。
{\displaystyle {\tilde {S}}_{F}(p)={1 \over \gamma ^{\mu }p_{\mu }-m+i\epsilon }={1 \over p\!\!\!/-m+i\epsilon }.}
位置空間では、
{\displaystyle S_{F}(x-y)=\int {{d^{4}p \over (2\pi )^{4}}\,e^{-ip\cdot (x-y)}}\,{(\gamma ^{\mu }p_{\mu }+m) \over p^{2}-m^{2}+i\epsilon }=\left({\gamma ^{\mu }(x-y)_{\mu } \over |x-y|^{5}}+{m \over |x-y|^{3}}\right)J_{1}(m|x-y|).}
となる。
これは次の式でファインマンのプロパゲーターに関連付けられている。
{\displaystyle S_{F}(x-y)=(i\partial \!\!\!/+m)G_{F}(x-y)}
ここに {\displaystyle \partial \!\!\!/:=\gamma ^{\mu }\partial _{\mu }} である。

### 量子電磁力学
ゲージ理論の中のゲージボゾン (gauge boson) のプロパゲーターは、ゲージ固定の方法の選択に依存している。ファインマンとエルンスト・シュテュッケルベルク (Ernst Stueckelberg) の使用したゲージに対して、光子のプロパゲーターは、
{\displaystyle {-ig^{\mu \nu } \over p^{2}+i\epsilon }.}
である。質量を持つベクトル場のプロパゲーターはシュティッケルベルグのラグランジアンから導出することができる。ゲージパラメータ {\displaystyle \lambda } を持つ一般的な形式は次式となる。
{\displaystyle {\frac {g_{\mu \nu }-k_{\mu }k_{\nu }/m^{2}}{k^{2}-m^{2}+i\epsilon }}+{\frac {k_{\mu }k_{\nu }/m^{2}}{k^{2}-m^{2}/\lambda +i\epsilon }}.}

## 関連する特異函数
スカラープロパゲーターはクライン・ゴルドン方程式のグリーン函数である。場の量子論で重要な関連する特異函数が存在する。ビヨルケン (Bjorken) とドレル (Drell) の記法を使う。またボゴリューボフ (Bogolyubov) とシルコフ (Shirkov) の (Appendix A) も参照のこと。これらの函数は非常に単純に、場の作用素の積の真空期待値 (en:vacuum expectation value) で定義される。

### クライン–ゴルドン方程式のプロパゲーター

#### パウリ–ジョルダン函数
2つのスカラー場の作用素の交換子はパウリ・ジョルダン函数 {\displaystyle \Delta (x-y)} を次のように定義する。
{\displaystyle \langle 0|\left[\Phi (x),\Phi (y)\right]|0\rangle =i\Delta (x-y)}
で、ここに
{\displaystyle \,\Delta (x-y)=G_{\mathrm {adv} }(x-y)-G_{\mathrm {ret} }(x-y)}
である。
これは {\displaystyle \,\Delta (x-y)=-\Delta (y-x)} 満たし、{\displaystyle (x-y)^{2}<0} であればゼロである。

#### 正と負の周波数部分（カットプロパゲーター）
カットプロパゲーターとしばしば呼ばれる、{\displaystyle \Delta (x-y)} の正と負の周波数部分を相対論的不変な方法で定義することができる。
正の周波数部分は次のように定義することができる。
{\displaystyle \Delta _{+}(x-y)=\langle 0|\Phi (x)\Phi (y)|0\rangle },
負の周波数部分は次のように定義することができる。
{\displaystyle \Delta _{-}(x-y)=\langle 0|\Phi (y)\Phi (x)|0\rangle }.
これらは次の2つの式を満たす。
{\displaystyle \,i\Delta =\Delta _{+}-\Delta _{-}}
{\displaystyle (\Box _{x}+m^{2})\Delta _{\pm }(x-y)=0.}

#### 補助函数
2つのスカラー場の作用素の反交換関係は、次式によって {\displaystyle \Delta _{1}(x-y)} 函数を定義する。
{\displaystyle \langle 0|\left\{\Phi (x),\Phi (y)\right\}|0\rangle =\Delta _{1}(x-y)}
ここに
{\displaystyle \,\Delta _{1}(x-y)=\Delta _{+}(x-y)+\Delta _{-}(x-y)}
である。この式は、{\displaystyle \,\Delta _{1}(x-y)=\Delta _{1}(y-x).}を満たす。

### クライン・ゴルドン方程式のグリーン函数
上記に定義された遅延、前進、ファインマンプロパゲーターは、クライン・ゴルドン方程式のグリーン函数である。それらは、により特異函数へ関連づけられている。
- {\displaystyle \,G_{\mathrm {ret} }(x-y)=-\Delta (x-y)\Theta (x_{0}-y_{0})}
- {\displaystyle \,G_{\mathrm {adv} }(x-y)=\Delta (x-y)\Theta (y_{0}-x_{0})}
- {\displaystyle \,2G_{F}(x-y)=-i\Delta _{1}(x-y)+\epsilon (x_{0}-y_{0})\Delta (x-y)}

ここに、{\displaystyle \,\epsilon (x_{0}-y_{0})=2\Theta (x_{0}-y_{0})-1} である。